# Parc départemental des Hautes-Bruyères
Le parc départemental des Hautes-Bruyères est un espace vert du Val-de-Marne, en France, situé sur la commune de Villejuif, en bordure de l'autoroute A6. La redoute des Hautes-Bruyères est située en bordure du parc.

## Description
Situé sur une ancienne carrière de sablon fermée en 1995, le parc a une superficie d'environ 14 hectares. Il est situé au point culminant du Val-de-Marne, à environ 130 mètres d'altitude. En bordure se trouvent 85 jardins familiaux, sur environ 3,1 hectares.
Il est classé espace naturel sensible depuis 2015.
Il comprend des jeux pour enfants au nord-est, des terrains de baskets et deux sous-parties à l'ambiance originale : le jardin du silence et le jardin Émile Thibault.

## Construction d'une nouvelle station de métro et d'un quartier nouveau
La station de métro Villejuif - Gustave Roussy, créée dans le cadre du Grand Paris Express, est située dans le parc en face de l'entrée de l'institut Gustave-Roussy. D'abord prévue pour 2020, son ouverture a lieu le 18 janvier 2025. Cela ampute le parc de 2,5 hectares, mais rend ce dernier aisément accessible grâce à la desserte par la ligne 14 du métro (ainsi que la ligne 15 en 2026). 
En bordure immédiate du parc, au nord, le nouveau quartier du Campus Grand parc est en construction, avec des bureaux visant à créer un centre dans le domaine médical, et des logements.

## Évènements
Le 3 janvier 2020, le parc est la cible d'une attaque terroriste faisant un mort et deux blessés. Une stèle commémore l'attentat.
Du printemps à l'été 2020, une décharge sauvage, comprenant des bidonvilles, est organisée par des réseaux mafieux dans la redoute des Hautes-Bruyères en bordure immédiate du parc. Une grave pollution est relevée dans ce milieu sensible. Les occupants ne sont délogés qu'à l'été 2021 et la décharge devrait être nettoyée en 2023, pour un coût financier élevé et avec sans doute des conséquences environnementales.